# ملعب ستراهوف
ملعب ستراهوف هو ملعب كرة قدم يستضيف مسابقات ألعاب القوى، يقع في براغ، التشيك، يتسع لـ 220000 متفرج. تم افتتاحه في 1926.